# Aulacocalyx pallens
Aulacocalyx pallens là một loài thực vật có hoa trong họ Thiến thảo. Loài này được (Hiern) Bridson & Figueiredo mô tả khoa học đầu tiên năm 1997.